# Dichrogaster carinata
Dichrogaster carinata là một loài tò vò trong họ Ichneumonidae.